# Rhopalogaster lineata
Rhopalogaster lineata är en tvåvingeart som beskrevs av Hermann 1912. Rhopalogaster lineata ingår i släktet Rhopalogaster och familjen rovflugor. Inga underarter finns listade i Catalogue of Life.